# Triumph Spitfire
Triumph Spitfire – dwumiejscowy sportowy samochód osobowy o 2-drzwiowym nadwoziu typu roadster produkowany przez brytyjskie zakłady Triumph Motor Company w latach 1962-1980. Jego prezentacja miała miejsce podczas London Motor Show 1962. Pojazd bazował na projekcie stworzonym dla marek Standard-Triumph w 1957 którego autorem był Giovanni Michelotti. Od strony konstrukcyjnej (podwozie, silnik, podzespoły) Spitfire oparty został na wersji sedan modelu Herald, produkcja odbywała się w fabryce Standard-Triumph zlokalizowanej w Coventry. Powstało pięć kolejnych generacji modelu, konkurował on z pojazdami Austin-Healey Sprite i MG Midget.

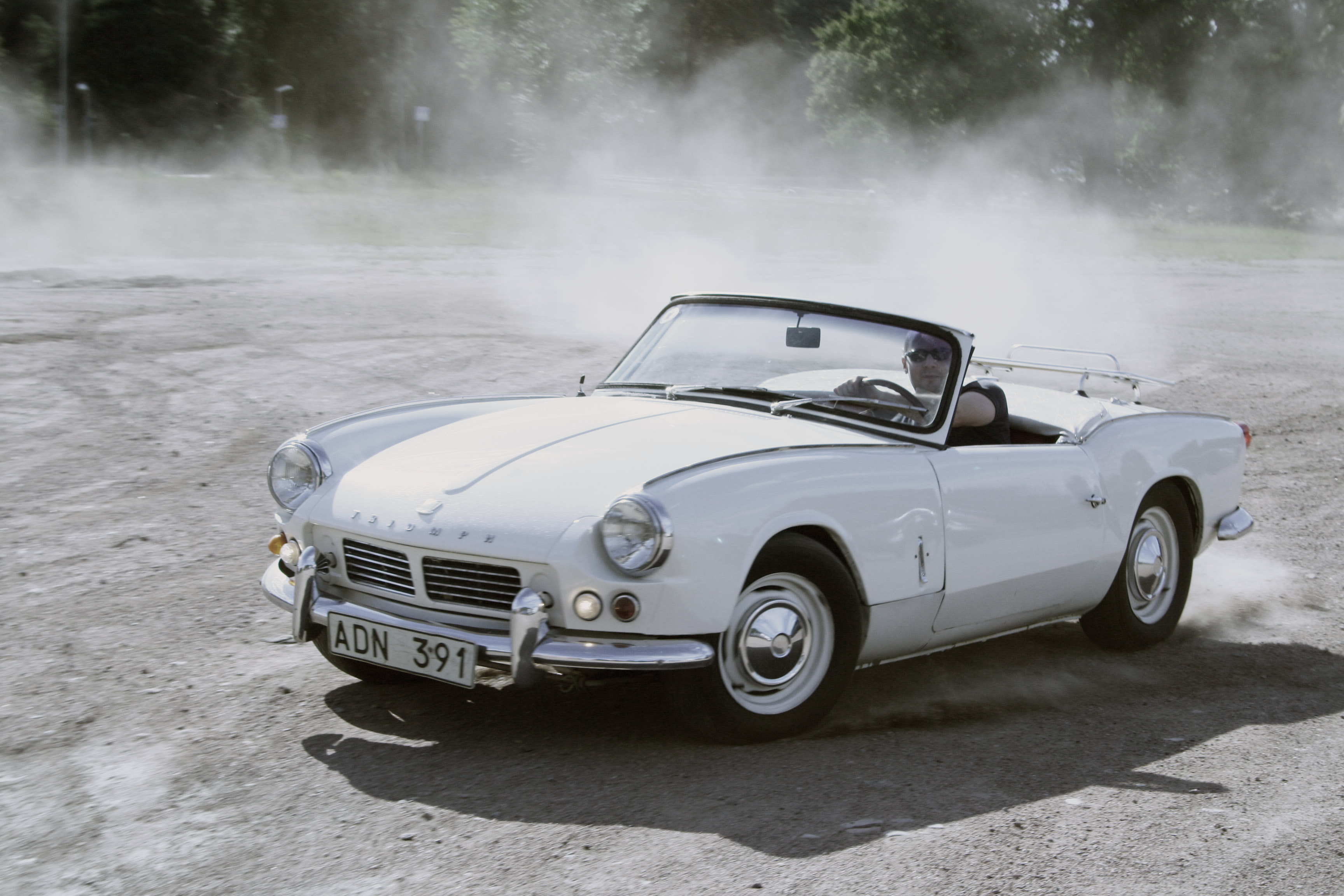
Spitfire Mark I (1965)

Do napędu pierwszej generacji użyto jednostki R4 1.1 OHV z modelu Herald, zasilana była przez podwójny gaźnik. Z pokrewnego pojazdu przejęto także układ zawieszenia. Samochód nazywano dwojako, Triumph Spitfire Mark I lub Spitfire 4. Silnik generował moc maksymalną 64 KM (47 kW) przy 5750 obr./min, maksymalny moment siły wynosił 97 Nm i osiągany był przy 3500 obr./min. Samochód mógł rozpędzić się do 148 km/h, czas przyspieszenia 0-60 mph wynosił 17,3 s. Od roku 1964 pojawiła się opcja montażu nadbiegu (dla 3. i 4. biegu).

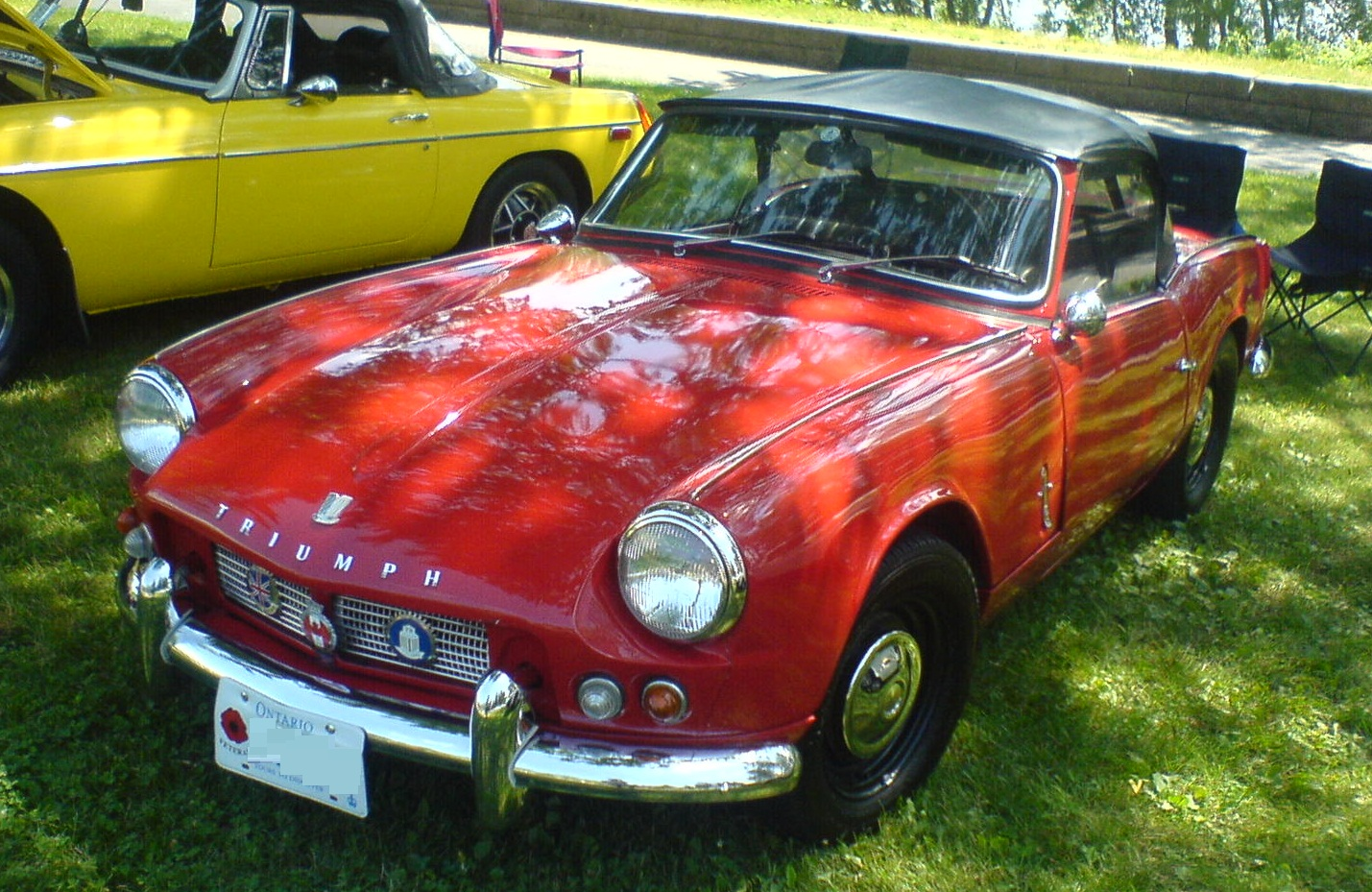
Spitfire Mark II

Produkcję drugiego wcielenia modelu, Mark II, uruchomiono w marcu 1965 roku. Nowy Spitfire był podobny do pierwszej generacji, zastosowano jednak bardziej wysilony silnik. Zmiany objęły układ rozrządu (zmodernizowany wałek rozrządu), chłodzony cieczą kolektor dolotowy oraz kolektor wydechowy o innym przekroju. Zmiany zaowocowały wzrostem mocy maksymalnej do 68 KM (50 kW) przy 6000 obr./min. Prędkość maksymalna wzrosła do 154 km/h, czas przyspieszenia 0-60 mph skrócił się zaś do 15,5 s. Kosmetycznym zmianom poddano także nadwozie oraz elementy kabiny pasażerskiej.

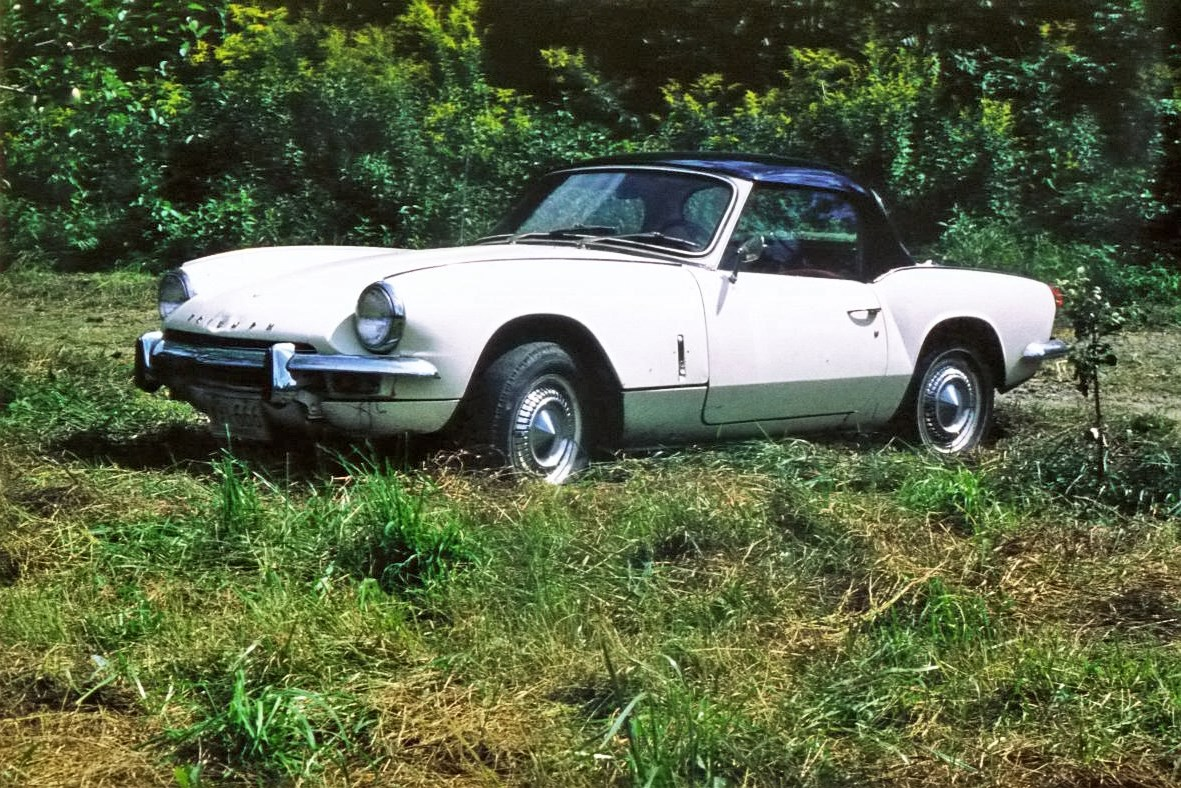
Spitfire Mark III (1968)

Większe zmiany przyszły wraz z wprowadzeniem w marcu 1967 roku Spitfire'a Mark III. W celu podniesienia poziomu bezpieczeństwa zastosowano nowe zderzaki. Do napędu użyto nowego silnika R4 1.3 (powiększona z 69,3 do 73,7 mm średnica cylindra), osiągał on moc 76 KM (56 kW) przy 6000 obr./min i maksymalny moment obrotowy 102 Nm przy 4000 obr./min. Wpłynęło to pozytywnie na osiągi, prędkość maksymalna wzrosła do 153 km/h, czas przyspieszenia 0-60 mph skrócił się do 13,6 s.

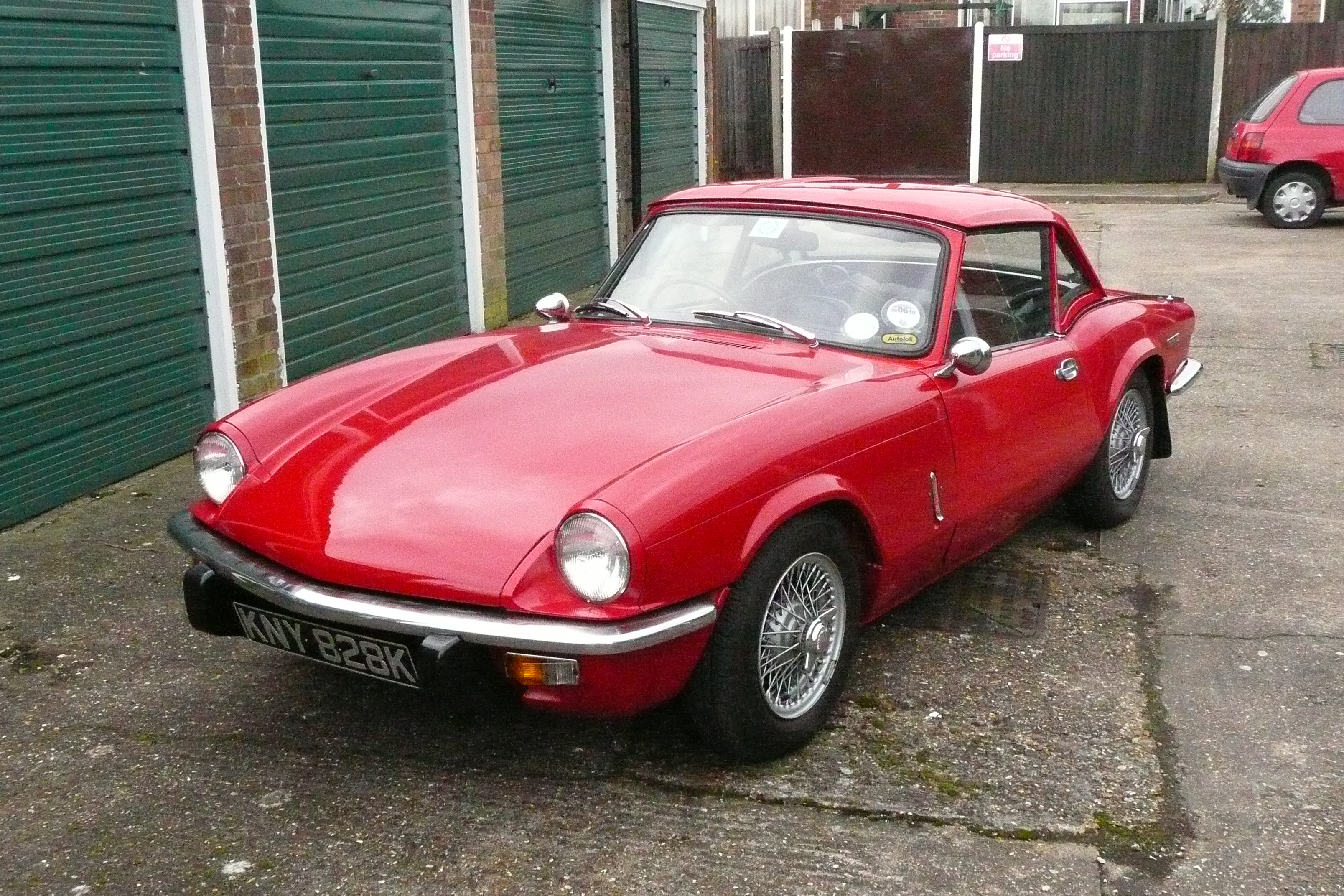
Spitfire Mark IV (1972)

Od roku 1970 produkowano 4. generację modelu, Mark IV. Zmodernizowano wygląd nadwozia, zwłaszcza tylnego pasa. Przejęto silnik ze Spitfire'a Mark III, został on jednak osłabiony w celu spełnienia ostrzejszych norm emisji spalin do 62 KM (46 kW) przy 5500 obr./min, maksymalny moment obrotowy wynosił 92 Nm przy 2900 obr./min. Pogorszyły się w związku z tym osiągu samochodu, prędkość maksymalna wynosiła 140 km/h, czas przyspieszenia 0-60 mph wzrósł do 16,2 s.

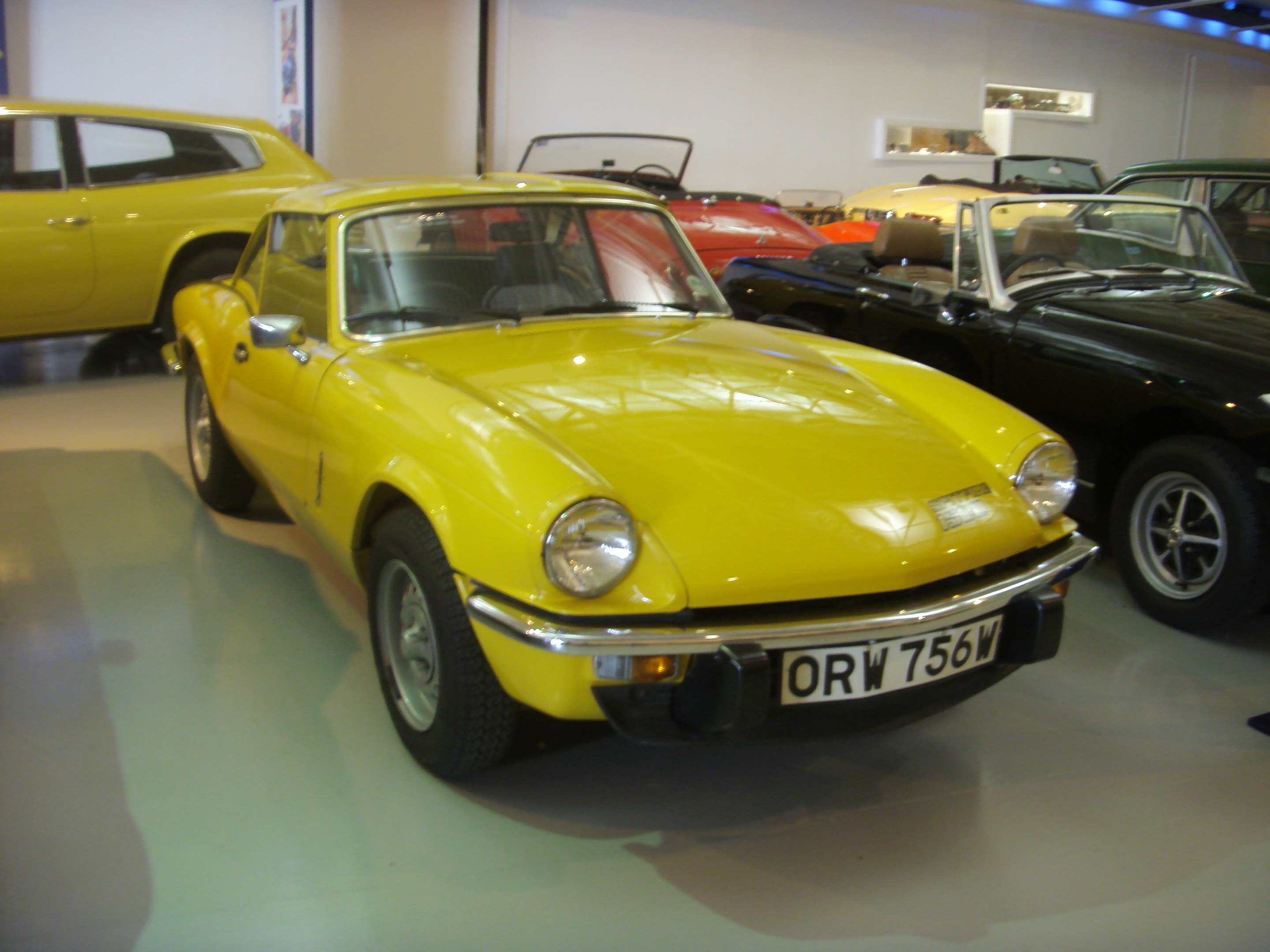
Spitfire 1500 (1980)

Od roku 1973 na rynek północnoamerykański, a od 1975 na pozostałe, oferowano Spitfire'a z silnikiem R4 1.5. Dzięki zwiększeniu skoku tłoka odniesiono wzrost wartości momentu obrotowego w większym zakresie prędkości obrotowej, co przekładało się na efektywniejszą jazdę w ruchu miejskim. Standardowo silnik osiągał stopień kompresji 8:1, na rynek USA przygotowano jednak odprężoną wersję (stopień sprężania 7,5:1) co pozwalało na pracę na benzynie o niższej liczbie oktanowej. Wersja ta osiągała moc 54 KM (40 kW). 
Wersja na rynek brytyjski z powodu mniej restrykcyjnych norm spalin wyposażona była w silnik o stopniu kompresji 9:1 i większym gaźnikiem. Jednostka ta osiągała moc 72 KM (53 kW) przy 5500 obr./min i maksymalny moment obrotowy 111 Nm przy 3000 obr./min. Prędkość maksymalna wynosiła 160 km/h, czas przyspieszenia 0-60 mph zaś 13,2 s. Produkcję samochodu zakończono w sierpniu 1980 roku.
| Nazwa                       | Silnik      | Okres produkcji                  | Liczba egzemplarzy |
| --------------------------- | ----------- | -------------------------------- | ------------------ |
| Triumph Spitfire 4 (Mark 1) | 1147 cm³ R4 | październik 1962 – grudzień 1964 | 45 753             |
| Triumph Spitfire 4 Mark 2   | 1147 cm³ R4 | grudzień 1964 – styczeń 1967     | 37 409             |
| Triumph Spitfire Mark 3     | 1296 cm³ R4 | styczeń 1967 – grudzień 1970     | 65 320             |
| Triumph Spitfire Mark IV    | 1296 cm³ R4 | listopad 1970 – grudzień 1974    | 70 021             |
| Triumph Spitfire 1500       | 1493 cm³ R4 | grudzień 1974 – sierpień 1980    | 95 829             |